# Julia Lindig
Julia Scarlett Lindig (* 15. Mai 1954 in Duisburg) ist eine deutsche Schauspielerin und Theater-Aktivistin.

## Leben
Sie wurde als Tochter der Ballettmeisterin Ola Lindig (* 24. Mai 1925; † 25. April 2013) geboren. 1968 erhielt sie die Hauptrolle als Zwillingsbruder Fritz in dem Kinderfilm Mijnheer hat lauter Töchter von Volker Vogeler. Nach dem Schulabschluss 1970 ging sie mit dem Pantomimenensemble Kefka von Milan Sládek auf Tournee. Sieben Jahre lang reiste sie durch Europa und den Vorderen Orient und trat, besonders in Frankreich, in Dorfkneipen, alten Kinos, aber auch in den großen Theatern von Paris und Marseille auf.
Danach besuchte sie eine Schauspielschule und war im Stadttheater von Köln an einer Aufführung der Hamletmaschine von Heiner Müller beteiligt. Später spielte sie unter anderem in Berlin an der Volksbühne und dem Schillertheater. 1980 nahm sie die Einladung an, im „New York Theater Ensemble“ zu gastieren (No More Firmament von Antonin Artaud). 1982 kehrte sie nach Deutschland zurück und drehte mit der Regisseurin Petra Haffter den Film Vom anderen Stern. Weitere Stationen waren Wien, Zürich, Moskau, Istanbul, Lissabon, München.
In der Filmbiografie Marie Ward – Zwischen Galgen und Glorie übernahm Julia Lindig an der Seite von Hannelore Elsner die Rolle von Maria Wards wichtigster Mitarbeiterin Mary Poyntz. Sie war zudem in mehreren Fernsehproduktionen zu sehen. Heute ist sie Geschäftsführerin und Inhaberin der   Internetfirma webdesign berlin (WordPress Agentur in Berlin) und setzt sich weltweit mit poetischen Aktionen für mehr Bildung und damit gegen Armut ein.

## Filmografie (Auswahl)
- 1966: Jan und das Wildpferd (TV-Serie)
- 1968: Mijnheer hat lauter Töchter (TV)
- 1979: Locker vom Hocker (Oder: Es bleibt schwierig, Comedyreihe, 2 Folgen)
- 1981: Niemandsland (TV)
- 1982: Domino
- 1983: Vom anderen Stern (TV)
- 1983: Büro, Büro: Der Werkspion, Verkäufer des Jahres
- 1985: Marie Ward – Zwischen Galgen und Glorie
- 1985: Kleine Panne – Keine Panik (TV)
- 1988: Sommer
- 1989: Die Weißen Zwerge (TV)
- 1989: Verfolgte Wege
- 1990: Zwei (TV)
- 1995: Tatort: Ein ehrenwertes Haus
- 1995: Polizeiruf 110: Schwelbrand
- 1998: Lola rennt
- 2000: L’amour
- 2016: Salem